# Mezzolago
Mezzolago ist eine Fraktion der italienischen Gemeinde (comune) Ledro in der Provinz Trient, Region Trentino-Südtirol.

## Geographie
Der Ort liegt etwa 35 Kilometer südwestlich von Trient im Val di Ledro am nördlichen Ufer des Ledrosees auf einem Schwemmkegel am Ende des Seitentals Val di Dromaè auf 665 m s.l.m. Am Ort führt die SS 240 Loppio – Val di Ledro vorbei. Östlich von Mezzolago liegt das unter der Seeoberfläche liegende Einlaufbauwerk des von Giancarlo Maroni entworfenen Ponalekraftwerkes in Riva del Garda.

## Geschichte
Mezzolago war bis zur faschistischen Gemeindereform 1927 eine eigenständige Gemeinde und wurde 1928 der Gemeinde Molina di Ledro angeschlossen. Im gleichen Jahr hielt sich Gabriele D’Annunzio in Mezzolago auf, als er zum Durchstich des Einlaufbauwerks am 18. März 1928 als Gast in der Villa des Grafen Ugolini nächtigte. 1955 wurde Mezzolago der Gemeinde Pieve di Ledro eingegliedert.